# Substància blanca
La substància blanca es troba a l'interior de l'encèfal i més concretament formant la capa interna del cervell i l'externa de la medul·la espinal. Està formada pel conjunt d'axons i beines de mielina de les neurones i conformen l'interior del cervell. A la substància blanca es troben dispersos els nuclis neuronals de la formació reticular del sistema nerviós. La substància grisa es distingeix de la substància blanca perquè conté nombrosos cossos cel·lulars i relativament pocs axons mielinitzats, mentre que la substància blanca conté relativament pocs cossos cel·lulars i es compon principalment d'axons mielinitzats de llarg abast.
La població d'edat avançada i amb hipertensió arterial acostuma a patir dificultats en la circulació dels petits vasos sanguinis cerebrals, cosa que indica una degeneració de la substància blanca, i en conseqüència un risc més alt de desenvolupar un deteriorament cognitiu o demència, així com una menor capacitat de recuperació després de patir un ictus.
L'esclerosi múltiple (EM) és una de les malalties més comunes en què s'afecta la substància blanca; en aquesta malaltia, la mielina (que recobreix els axons) es destrueix per la inflamació.